# Brachyachne convergens
Brachyachne convergens är en gräsart som först beskrevs av Ferdinand von Mueller, och fick sitt nu gällande namn av Otto Stapf. Brachyachne convergens ingår i släktet Brachyachne och familjen gräs. Inga underarter finns listade i Catalogue of Life.

## Bildgalleri

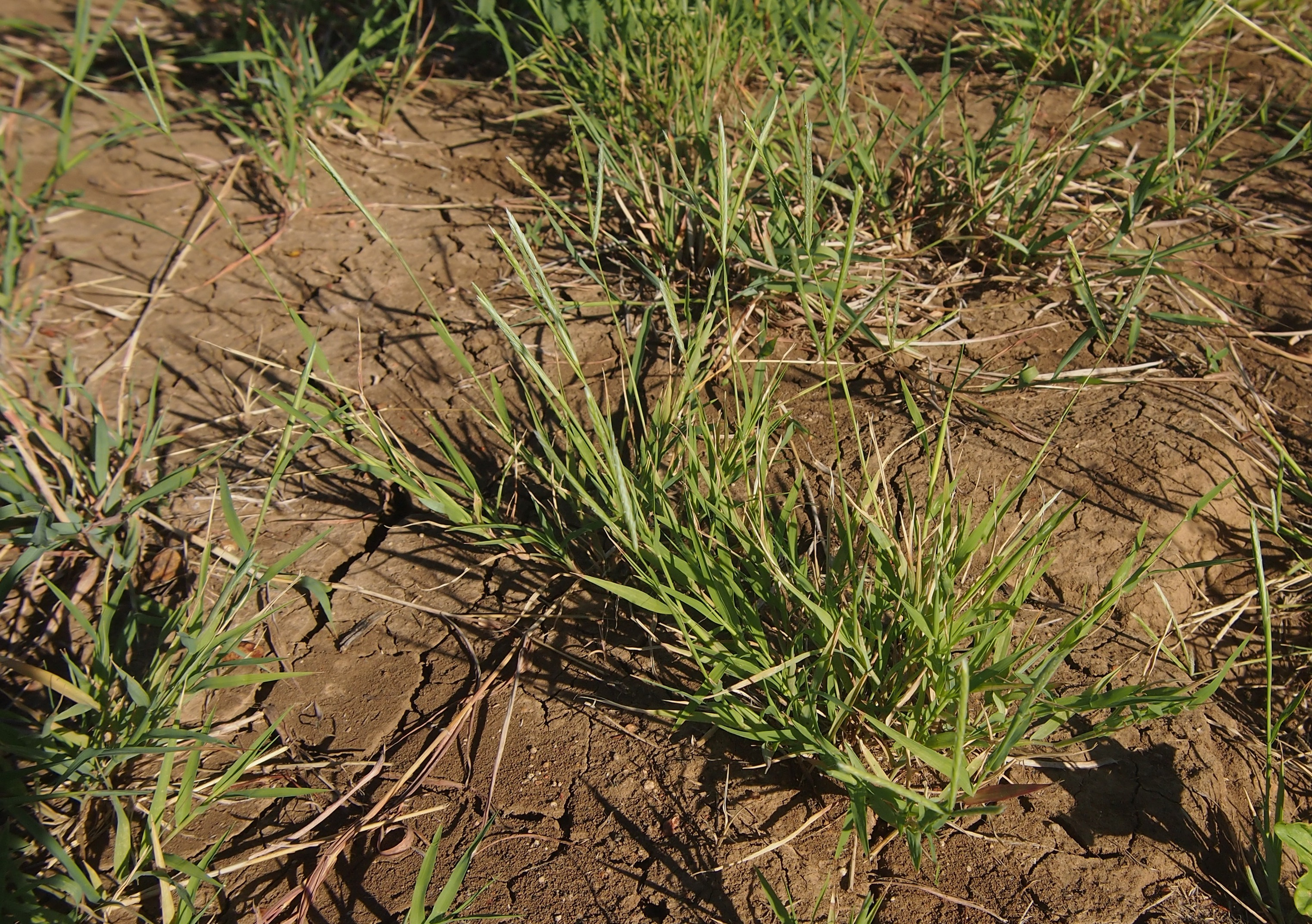